# Máčka skvrnitá
Máčka skvrnitá nebo též žralok skvrnitý (Scyliorhinus canicula (Linnaeus, 1758)) je malý druh žraloka z čeledi máčkovitých vyskytující se na Zemi od mezozoika, který je rozšířen v severovýchodním Atlantiku včetně Středozemního moře, kde je občas pozorován rekreačními potápěči. Jedná se o druh žraloka, který není člověku nikterak nebezpečný. Živí se drobnými mořskými živočichy, které loví převážně v noci u mořského dna.

## Výskyt
Obývá oblast severovýchodního až východního Atlantiku od pobřeží západní Afriky (Senegal), přes pobřeží Portugalska, Francie, Britských ostrovů, kanál La Manche, jižního Norska a celé oblasti Středomoří. Částečně proniká i do Černého moře. V roce 1937 byl nahlášen jeho výskyt na Krymu, ale v současnosti se předpokládá, že šlo nejspíše o chybné rozpoznání. Máčka žije převážně v hejnech u mořského dna, kde vyhledává svou potravu. Preferuje oblasti s písčitým dnem, na kterém se nachází mořské řasy, kde může odpočívat. Vyskytují se v hloubce od příbojového pásma až do maximální hloubky okolo 780 metrů, kde byly máčky pozorované. Obvykle se ale vyskytuje v hloubce okolo 100 metrů.

## Popis

### Vnější znaky

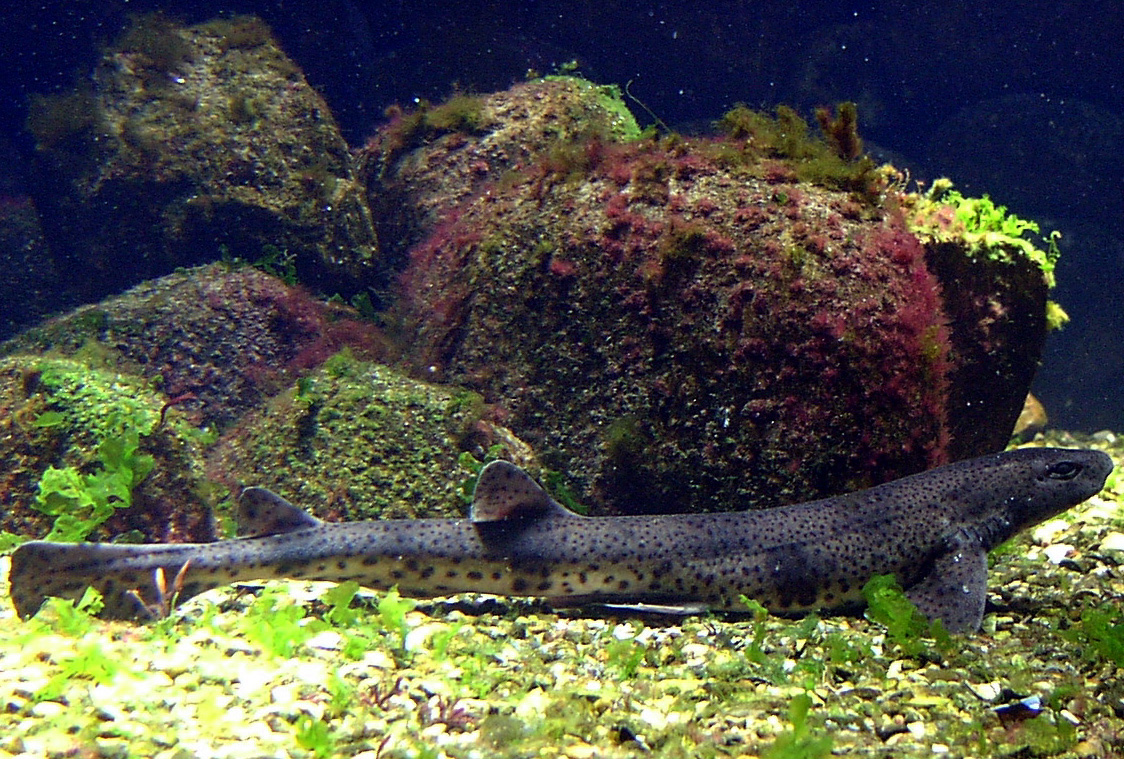
Máčka skvrnitá

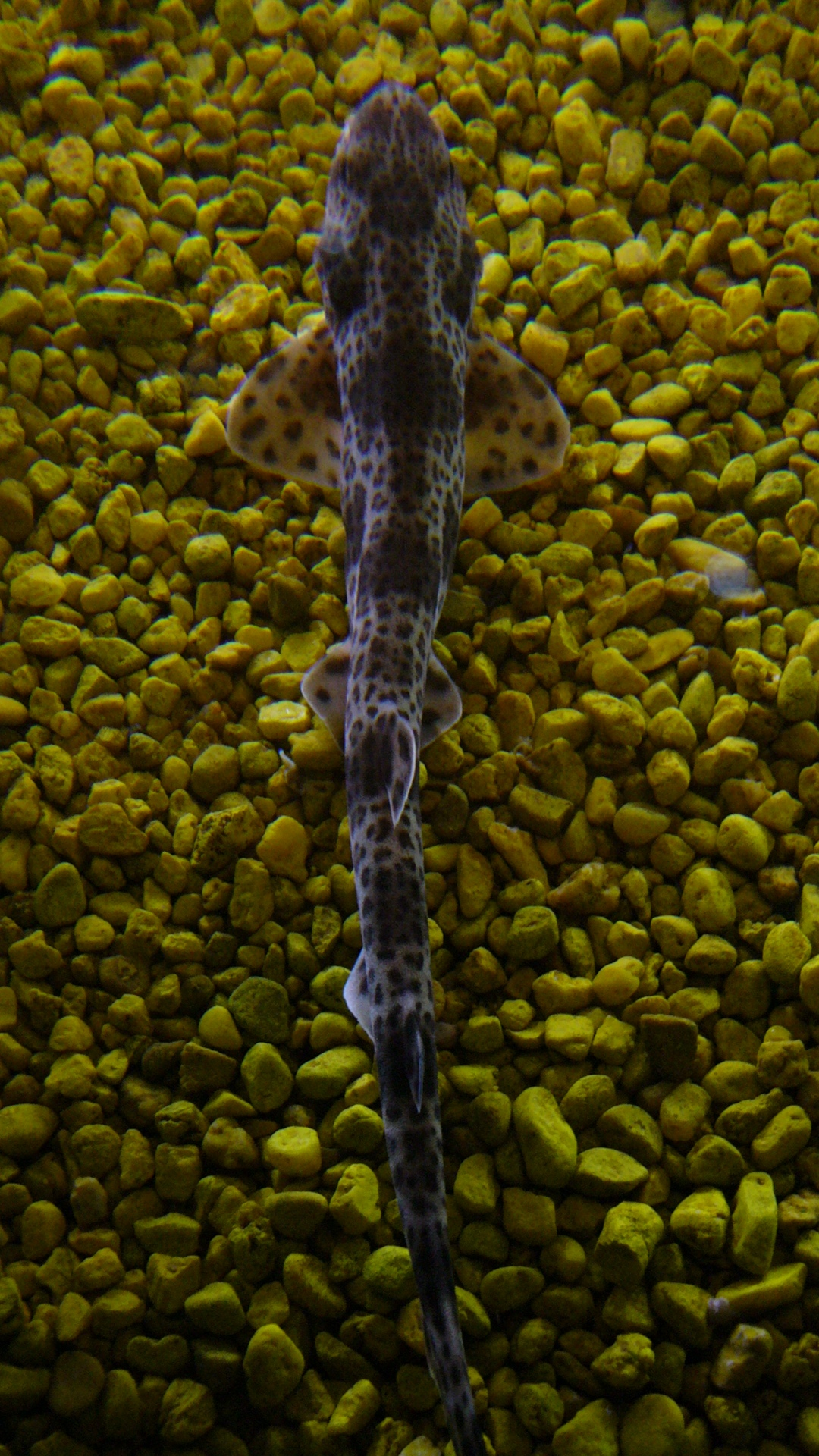
Vrchní pohled na máčku v akváriu na kamenitém podloží

Máčka skvrnitá dosahuje průměrně velikosti mezi 60 až 85 cm, ale největší exempláře mohou dosahovat velikosti až okolo jednoho metru s průměrnou váhou do 2 kg. Maximální potvrzené stáří jedince bylo 10 let. Její tělo má úzký, štíhlý, protáhlý tvar s rypcem na přední straně těla, kde se nachází hlava s tlamou. Nejširší je tělo v oblasti žaberních otvorů, ke konci těla se pak začíná zužovat. Tlama je vybavena velkým počtem drobných zubů, které mají špičatý tvar. Na hlavě se nacházejí velké oválné oči, které jsou obklopeny silným očním záhybem, ale nemají mžurku. Na spodní straně jsou čichové jamky sloužící pro vyhledávání potravy. Na hřbetní straně se nachází dvojice hřbetních ploutví posunutých značně dozadu těla. Za hlavou je dobře viditelných 5 žaberních otvorů, za kterými se nachází silné párové hrudní ploutve. Poslední dva žaberní otvory jsou umístěny nad těmito ploutvemi. Dále má tento živočich párové břišní ploutve. Párové ploutve jsou ke kostře máčky uchyceny pletencem lopatkovým a pánevním pomocí kloubu.
Máčky se pohybují díky heterocerkní ocasní ploutvi, do které prorůstá konec páteře.
Tělo je pokryto plakoidními šupinami tvořícími typický drsný povrch těla žraloka. Tělo má nahnědlou až červenohnědou, případně žlutošedou barvu, zespoda mléčnou, šedou, či až bílou. Současně je celý povrch těla pokryt množstvím tmavých skvrn, které fungují jako kamufláž. Ty mají nejčastěji černou, či hnědou barvu. Výskyt těchto skvrn je u každého jedince ovlivněn jeho pohlavím, stářím, či místem výskytu. Samec bývá zpravidla menší než samice.

### Vnitřní stavba
Máčky nemají vzdušný měchýř, oproti tomu mají nápadně veliká játra, které dosahují až 10 % hmotnosti těla. Slouží jako zásobárna tuků, ale mají i hydrostatickou funkci, jelikož snižují hmotnost těla ve vodě.

## Potrava
Máčka je mořský predátor, který se živí převážně drobnými mořskými živočichy v podobě měkkýšů, korýšů, malými kostnatými rybami, červy, kraby, garnáty, langustami či mořskými okurkami. Na lov se vydává převážně v noci, kdy se máčka nepozorovaně přiblíží ke své oběti a pak ji rychle a celou nasaje do své tlamy.

## Rozmnožování

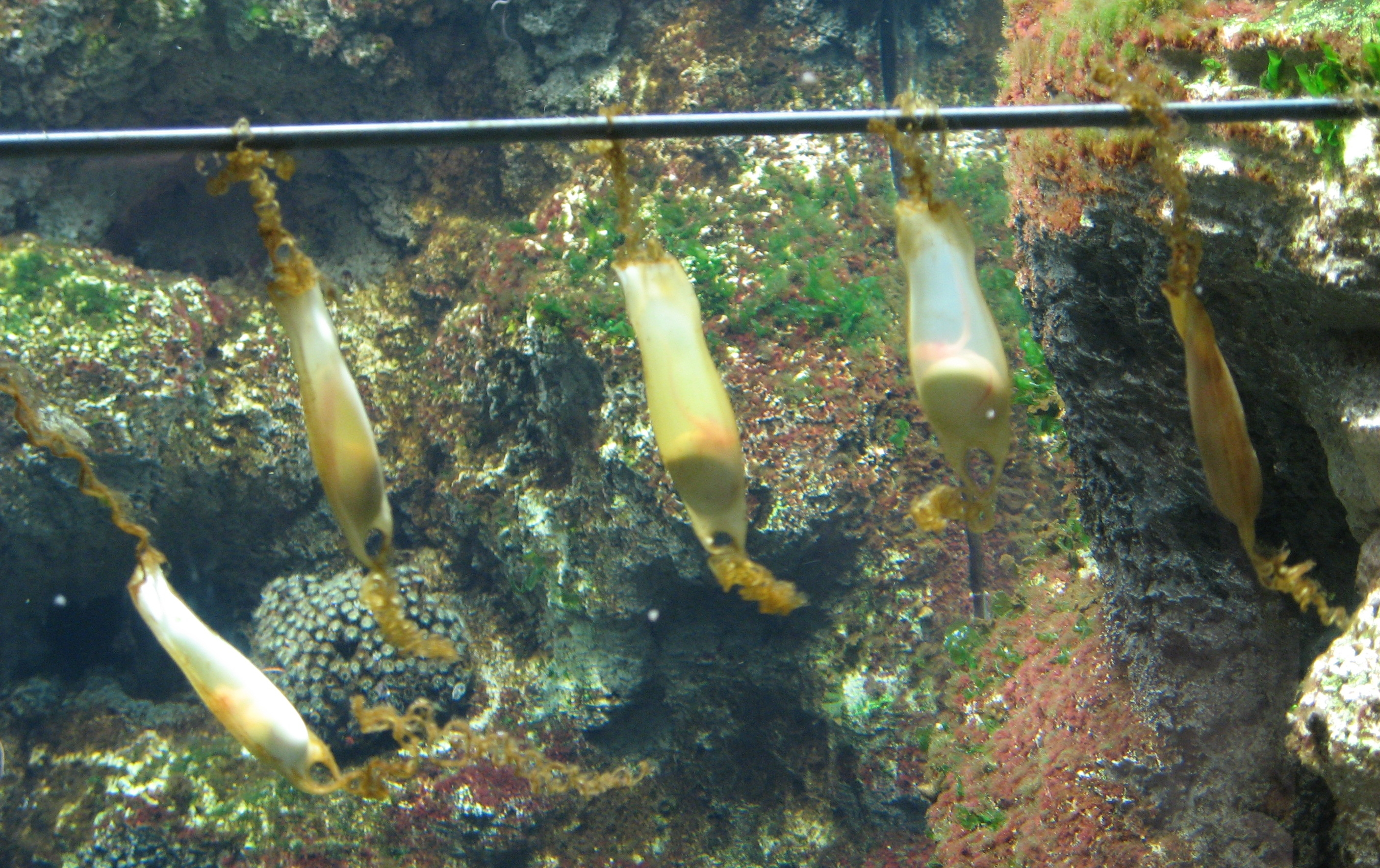
Vajíčka máčky

Máčky se rozmnožují v hlubších vodách, kam se přesouvají na konci léta. Zde dojde k výběru vhodného partnera, se kterým pak začne páření. Následně pak samice odplouvá na mělčinu, kde začne mezi kameny či chaluhy klást 18 až 20 vajíček. Po 5 až 11 měsících se z vajíček začnou líhnout mladé máčky.
Máčka skvrnitá patří mezi vejcorodé živočichy.

## Hospodářský význam
Máčky jsou systematicky loveny pro chutné maso, které obsahují. Před samotnou konzumací se musí ale odstranit jedovatá játra. Máčka skvrnitá je často nabízena i v nákupní síti v Česku. Máčky se často chovají i v akváriích pro svůj atraktivní vzhled a menší nároky na objem nádrží, ve kterých jsou chovány.